# José Enrique
Jose Enrique (tên đầy đủ là José Enrique Sánchez Díaz) sinh ngày 23 tháng 1 năm 1986 là một cựu cầu thủ bóng đá người Tây Ban Nha, từng nổi tiếng với vai trò một hậu vệ cánh trái tại CLB Liverpool.

## Sự nghiệp câu lạc bộ

### Thi đấu ở Tây Ban Nha
Jose Enrique bắt đầu sự nghiệp của mình trong màu áo câu lạc bộ Levante. Anh chỉ được chơi cho đội B trước khi tới đầu quân cho Valencia CF năm 2005. Nhưng ở đây, anh thậm chí không được ra sân một trận nào. Valencia cho Celta Vigo mượn Enrique. Anh đã thi đấu ấn trượng cho Vigo trong mùa giải 2005-2006. Và ngay mùa giải tiếp theo, Jose Enrique chuyển sang Villareal CF. Enrique chỉ ở lại El Madrigal một mùa rồi sang Anh đá cho Newcastle United.

### Newcastle United
Ngày 6 tháng 8 năm 2007, Newcastle chính thức ký hợp đồng với Jose Enrique với mức phí được cho là 6.3 triệu Bảng Anh. Anh đá đủ 90 phút trong trận gặp Barnsley ngày 29 tháng 8, trận đấu ra mắt của anh. Ngày 23 tháng 9, anh có trận đấu đầu tiên ở Giải Ngoại Hạng Anh khi váo sân thay người trong trận gặp West Ham United.
Mùa đầu tiên của Enrique là 2007-2008 diễn ra không thành công. Huấn luyện viên của Newcastle khi đó tin rằng anh còn quá trẻ và ít kinh nghiệm. Vì vậy mà trong cả mùa giải, anh không thường xuyên được thi đấu mà thay vào đó, đá ở vị trí hậu vệ cánh là Charles N'Zogbia, một tiền vệ tấn công. Tuy nhiên, Enrique vẫn luôn chứng tỏ được tài năng mỗi lần được vào sân. Anh đã thể hiện những pha xoạc bóng mạnh mẽ và chính xác, những đường chuyền dài bằng chân trái có độ chuẩn cao.
Và cơ hội đến với Enrique sau khi Newcastle xuống hạng năm 2009. Hàng loạt cầu thủ quan trong như Habib Beye hay Sebastien Bassong rời đội. Enrique đã lấy được vị trí chính thức. Anh giúp đội bóng lên hạng sau mùa 2009-2010 và giành chức vô địch Championship.
Enrique ghi bàn thắng đầu tiên cho Newcastle vào ngày 29 tháng 3 năm 2010 trong trận thắng Nottingham Forest 2-0. Mùa 2010-2011, anh đã đá 36 trận cho Newcastle.

### Liverpool
Cuối mùa 2010-2011, Enrique công khai chỉ trích Newcastle thiếu tham vọng và bị bán cho Liverpool với giá 5 triệu Bảng Anh. Anh là một cầu thủ hiếm hoi ra sân chỉ sau chưa đầy 24 giờ kể từ khi ký hợp đồng. Trận đầu tiên của anh cho liverpool là trận hòa 1-1 trước Sunderland.. Ngày 20 tháng 8 năm 2011, anh đá đủ 90 phút trong trận thắng Arsenal 2-0 trên sân Emirates. Ngày 1 tháng 10 năm 2011, anh đá trận Derby Merseyside đầu tiên trên sân Goodison Park. Ở trận đấu đó, anh là người kiến tạo cho Andrew Carrol ghi bàn mở tỉ số. Ngày 1 tháng 10, với 74,5% phiếu bầu của cổ động viên, anh trở thành bản hợp đồng thành công nhất của Liverpool trong kỳ chuyển nhượng mùa hè, vượt qua Charlie Adam và Craig Bellamy..
Trong mùa giải đầu tiên khoác áo Liverpool, mùa 2011-2012, anh có mặt đầy đủ trong tất cả các trận đấu của đội bóng ở Giải Ngoại hạng Anh.
Ngày 23 tháng 12 năm 2011, anh được ESPN.com bầu là bản hợp đồng thành công nhất đầu mùa giải.
Sau những đóng góp đáng kể cho Liverpool, đỉnh cao là góp công vào thành tích vô địch Carling Cup 2012, Jose Enrique đã đánh mất vị trí chính thức trong đội hình vào tay tân binh Alberto Moreno từ mùa giải 2014-2015. Sau 2 mùa giải chỉ được ra sân rất ít, hậu vệ trái người Tây Ban Nha đã chính thức chia tay sân Anfield vào tháng 5/2016. Được biết, BLĐ Liverpool đã chấm dứt hợp đồng trước thời hạn với anh theo đề nghị của HLV Jurgen Klopp.

### Real Zaragoza
Tháng 9/2016, Enrique gia nhập Real Zaragoza - đội bóng lúc đó đang chơi tại giải hạng Hai Tây Ban Nha - theo dạng chuyển nhượng tự do. Sau một mùa giải không có nhiều đóng góp, bị cắt hợp đồng và liên tiếp chịu những chấn thương dai dẳng, hậu vệ trái người Tây Ban Nha chính thức giải nghệ ở tuổi 31.
Hiện tại theo trang Twitter chính thức của Enrique, anh đã trở thành một người đại diện cầu thủ.

## Đội tuyển quốc gia
Anh chưa một lần được khoác áo ĐTQG Tây Ban Nha cho dù anh từng là thành viên quan trọng của ĐT U-21 Tây Ban Nha.

## Đời sống cá nhân
Tháng 5 năm 2018, José Enrique được chẩn đoán mắc u chordoma, một loại u não hiếm gặp. Ngày 23 tháng 6 năm 2018, anh thông báo rằng mình đang hồi phục sau cuộc phẫu thuật cắt bỏ khối u não. Anh nói: "Khoảng một tháng trở lại đây tôi biết tin mình bị một cục u não hiếm và phải phẫu thuật để loại bỏ. Ơn giời là giờ tôi đang hồi phục rồi. Cuộc sống thật quý giá".

## Thống kê sự nghiệp
Tính đến 24 tháng 1 năm 2015
| Câu lạc bộ          | Câu lạc bộ          | Câu lạc bộ            | Giải vô địch quốc gia | Giải vô địch quốc gia | Cúp quốc gia | Cúp quốc gia | Cúp liên đoàn | Cúp liên đoàn | châu Âu | châu Âu | Tổng cộng | Tổng cộng |
| Mùa giải            | Câu lạc bộ          | Giải vô địch quốc gia | Trận                  | Bàn                   | Trận         | Bàn          | Trận          | Bàn           | Trận    | Bàn     | Trận      | Bàn       |
| Tây Ban Nha         | Tây Ban Nha         | Tây Ban Nha           | La Liga               | La Liga               | Copa del Rey | Copa del Rey | Supercopa     | Supercopa     | Châu Âu | Châu Âu | Tổng cộng | Tổng cộng |
| ------------------- | ------------------- | --------------------- | --------------------- | --------------------- | ------------ | ------------ | ------------- | ------------- | ------- | ------- | --------- | --------- |
| 2004–05             | Levante B           | Segunda División B    | 19                    | 1                     | 0            | 0            | 0             | 0             | 0       | 0       | 19        | 1         |
| 2005–06             | Valencia            | Primera División      | 0                     | 0                     | 0            | 0            | 0             | 0             | 0       | 0       | 0         | 0         |
| 2005–06             | Celta Vigo (Loan)   | Primera División      | 14                    | 0                     | 3            | 0            | 0             | 0             | 0       | 0       | 17        | 0         |
| 2006–07             | Villarreal          | Primera División      | 23                    | 0                     | 2            | 0            | 0             | 0             | 0       | 0       | 25        | 0         |
| Tổng cộng           | Tây Ban Nha         | Tây Ban Nha           | 56                    | 1                     | 5            | 0            | 0             | 0             | 0       | 0       | 61        | 1         |
| Anh                 | Anh                 | Anh                   | Premier League        | Premier League        | FA Cup       | FA Cup       | League Cup    | League Cup    | Châu Âu | Châu Âu | Tổng cộng | Tổng cộng |
| 2007–08             | Newcastle United    | Premier League        | 23                    | 0                     | 3            | 0            | 2             | 0             | 0       | 0       | 28        | 0         |
| 2008–09             | Newcastle United    | Premier League        | 26                    | 0                     | 1            | 0            | 1             | 0             | 0       | 0       | 28        | 0         |
| 2009–10             | Newcastle United    | Championship          | 34                    | 1                     | 2            | 0            | 1             | 0             | 0       | 0       | 37        | 1         |
| 2010–11             | Newcastle United    | Premier League        | 36                    | 0                     | 0            | 0            | 0             | 0             | 0       | 0       | 36        | 0         |
| 2011–12             | Liverpool           | Premier League        | 35                    | 0                     | 4            | 0            | 4             | 0             | 0       | 0       | 43        | 0         |
| 2012–13             | Liverpool           | Premier League        | 29                    | 2                     | 0            | 0            | 0             | 0             | 6       | 0       | 35        | 2         |
| 2013–14             | Liverpool           | Premier League        | 8                     | 0                     | 0            | 0            | 1             | 0             | 0       | 0       | 9         | 0         |
| 2014–15             | Liverpool           | Premier League        | 4                     | 0                     | 2            | 0            | 1             | 0             | 2       | 0       | 9         | 0         |
| Tổng cộng           | Anh                 | Anh                   | 193                   | 3                     | 12           | 0            | 10            | 0             | 8       | 0       | 223       | 3         |
| Tổng cộng sự nghiệp | Tổng cộng sự nghiệp | Tổng cộng sự nghiệp   | 250                   | 4                     | 17           | 0            | 10            | 0             | 8       | 0       | 285       | 4         |

## Danh hiệu
Newcastle United
- Football League Championship: 2009–10

 Liverpool
- Football League Cup: 2011–12
- FA Cup: 2011–12

Cá nhân
- PFA Team of the Year: Championship 2009–10